# سوفیا الیزابت برنر
سوفیا الیزابت برنر (انگلیسی: Sophia Elisabet Brenner؛ ۲۹ آوریل ۱۶۵۹ – ۱۴ سپتامبر ۱۷۳۰) شاعر، صاحب محفل ادبی، و نویسنده اهل سوئد بود.

## زندگینامه
سوفیا الیزابت برنر فرزند نیکلاس وبر، سازنده‌ای آلمانی‌تبار و مهاجر به سوئد، و کریستینا سپور بود. او در زمانه‌ای که آموزش عالی برای زنان غیرمعمول بود، تحصیلاتی فراتر از حد معمول برای زنان قرن هفدهم سوئد دریافت کرد. از آن‌جا که فرزند مهاجری آلمانی بود، به دو زبان آلمانی و سوئدی تسلط داشت و همچنین به مطالعهٔ زبان لاتین پرداخت. او در مدرسهٔ پسرانهٔ آلمانی در استکهلم ثبت‌نام کرد؛ گرچه از سال ۱۵۷۵ حضور دختران در کلاس‌های ابتدایی مدارس سوئد مجاز بود، اما همچنان امری نادر به شمار می‌رفت و گفته می‌شود که او تنها دختر مدرسه‌اش بود. پس از آن نیز آموزش‌های خصوصی در خانه با راهنمایی آموزگاران مرد ادامه یافت. یکی از معلمان او ک. آ. تسلینیوس بود که برنر در سال ۱۶۷۶ شعری در رثای مرگ او سرود. او شش زبان را چنان آموخته بود که می‌توانست به همهٔ آن‌ها شعر بسراید.
در سال ۱۶۸۰ با الیاس برنر، نقاش مینیاتوریست و هنرمند رسمی دربار، ازدواج کرد. سوفیا صاحب پانزده فرزند شد، اما تنها چهار تن از آنان از او زنده ماندند. پس از ازدواج، خانهٔ آنان به محفلی ادبی و هنری تبدیل شد که چهره‌های سرشناسی چون بازیگر آماتور معروف آرورا کونیکس‌مارک، نقاش آنا ماریا ارنسترال، شاعر یوهان رونیوس و پزشک و نویسندهٔ برجسته اوربان یرنه—که به خاطر مخالفتش با محاکمه‌های جادوگری شناخته می‌شد—در آن رفت‌وآمد داشتند.

## نویسنده
سوفیا الیزابت برنر به تشویق همسرش و دوستان هنرمندش، پس از ازدواج نیز به تحصیل و نوشتن ادامه داد. از سال پس از ازدواجش تا زمان مرگش به‌طور پیوسته به نویسندگی مشغول بود؛ تنها اثر باقی‌مانده از پیش از ازدواجش، همان شعر سوگواری برای معلمش در سال ۱۶۷۶ است.
او به مطالعهٔ شعر هلندی، فرانسوی و ایتالیایی پرداخت و به همهٔ این زبان‌ها (به جز هلندی) شعر سرود، اما رایج‌ترین زبان نوشتارش آلمانی بود. شیوهٔ نگارش او را شخصی‌تر و عینی‌تر از معیارهای زمان خود توصیف کرده‌اند.
بخش عمده‌ای از اشعارش در قالب تبریک، تسلیت، جشن و بزرگداشت‌های خصوصی یا عمومی بود و اغلب به زنان و کودکان اختصاص داشت. او برای پول نمی‌نوشت و شعرهایش را به دوستان و حامیانش اهدا می‌کرد. از الگوهای ادبی او می‌توان به شاعر دانمارکی توماس کینگو، و شاعران سوئدی ساموئل کلمبوس و پتروس لاگرلوف اشاره کرد.
برنر نمایندهٔ نوعی از فمینیسم متداول در دوران خود بود. او در اشعارش از حق تحصیل زنان، حتی به‌صورت خودآموز در خانه، دفاع می‌کرد و بر این باور بود که زنان از لحاظ ذهنی از مردان فروتر نیستند. او به‌عنوان الگویی از زن دانشمند، نه تنها در سوئد، بلکه در آلمان و دیگر نقاط نیز شناخته شده بود و در کتاب Testimoniorum fasciculus به سردبیری اوربان یرنه مورد ستایش قرار گرفت. او را «ساپو دوم» و «دهمین الههٔ شعر» لقب دادند و پاسخی از سوئد به زنان دانشمند دیگر اروپا قلمداد می‌کردند.
او خود تأکید می‌کرد که نویسندگی‌اش هرگز با وظایف همسری و مادری‌اش تداخلی نداشته و انجام همزمان این امور برایش کاملاً ممکن بوده است.
در طول جنگ بزرگ شمال، احساسات میهن‌پرستانه‌اش را در اشعارش بیان کرد، ولی در عین حال تأثیرات ویرانگر و مصائب جنگ را نیز به‌طور انتقادی بازنمایی کرد.
بسیاری از پژوهشگران، برنر را نخستین فمینیست سوئدی می‌دانند؛ دلیل این دیدگاه، انتشار شعر «دفاع به‌حق از جنس مؤنث» (Det Qwinliga Könetz rätmätige Förswar) در سال ۱۶۹۳ است که گفته می‌شود تحت‌تأثیر دوستی‌اش با آرورا کونیکس‌مارک سروده شد. یکی از بهترین آثارش، شعر مذهبی رنج مقدس‌ترین شهادت عیسی مسیح، پروردگار و نجات‌دهندهٔ ما (Wårs Herres och Frälsares Jesu Christi alldraheligaste pijons historia) بود که در سال ۱۷۱۰ منتشر شد. در سال ۱۷۱۳، او نخستین زن سوئدی شد که مجموعهٔ اشعارش را به زبان سوئدی منتشر کرد و بدین‌سان نام خود را در تاریخ ادبیات سوئد ثبت کرد.
دیدگاه او دربارهٔ جنسیت این بود که مردان و زنان از نظر ذهنی تفاوتی ندارند و اختلاف آن‌ها تنها در بدن و ظاهرشان است. او این نظر را در شعر تاج‌گذاری برای اولریکا الئونورا، ملکه سوئد در سال ۱۷۱۹ چنین بیان می‌کند:

هیچ فرقی نمی‌کند که جامهٔ ناخدا چه رنگی باشد، 
  
یا او را چه بنامند، 
  
اگر که بداند کشتی را به سلامت به بندر برساند. 
  
بدن ما تنها جامهٔ روح ماست، 
  
و تفاوت زن و مرد تنها در آن است، 
  
اما از نظر جان، زن نیز چون مرد—و چه بسا بهتر—است. 

یکی از آثار او شعر ستایشی دربارهٔ نقاش آنا ماریا ارنسترال بود که در آن، خودش نیز به‌عنوان هنرمند مطرح شده و هر دو به‌عنوان پیشگامان زن هنرمند تجلیل شده‌اند:

اگر من با غریزه‌ای درونی برای لذت خود شعر می‌سرایم،
  
تو نیز گرایشت را با اثرت روشن می‌کنی.
  
اگرچه هنر، گاه ساعت‌ها زمان ما را می‌گیرد،
  
اما بهتر از آن، راهی برای ماندگار شدن نیست.
  
بگذار حسادت نیش بزند و مرگ تیرش را بکشد،
  
قلم تو و قلم من از هیچ‌یک نمی‌هراسند.

## میراث
در نگارخانه ملی پرتره (سوئد) واقع در گریپسهولم که در سال ۱۸۲۲ تأسیس شد، سوفیا الیزابت برنر یکی از نخستین شش زن تاریخ سوئد بود که پرتره‌اش در آن گنجانده شد. پنج زن دیگر عبارت‌اند از: بریژیتای سوئد، هدویگ شارلوتا نوردن‌فلشت، باربرو استیگسدوتتر (سوینهووود), سوفیا روزنهانه و وندلا شویته.